# Rosa Devés
Rosa Noemí Devés Alessandri (Santiago, 23 de enero de 1950) es una bioquímica, académica y educadora chilena. En 2022, asumió como rectora de la Universidad de Chile, siendo la primera mujer en ejercer ese cargo en la historia de la institución.

## Biografía
Es hija del ingeniero Raúl Devés Jullian y de Rosa Alessandri Montes. Por parte de la familia Alessandri, es nieta de Hernán Alessandri Rodríguez (primer director provisorio de la Federación Universitaria de Deportes), sobrina nieta del presidente Jorge Alessandri Rodríguez y bisnieta del presidente Arturo Alessandri Palma.
Durante su infancia y juventud desarrolló las artes escénicas, especialmente el ballet.
Tuvo dos hijos con el médico Jorge Las Heras Bonetto.

### Trayectoria académica
Estudió bioquímica en la Facultad de Ciencias Químicas y Farmacéuticas de la Universidad de Chile, carrera de la cual se tituló el 3 de junio de 1974. En 1978 obtuvo un doctorado en bioquímica de la Universidad de Ontario Occidental, Canadá. Posteriormente realizó estudios de posdoctorado en el Departamento de Bioquímica de la Universidad del Sur de California en Los Ángeles, Estados Unidos.
Tras su regreso a Chile, en 1980 se incorporó a la Facultad de Medicina de la Universidad de Chile, donde impartió biofísica y realizó investigación en fisiología celular. Debido a sus investigaciones en dicho campo, en particular respecto a los mecanismos de transporte en membranas biológicas, le ha valido reconocimiento internacionalmente y en 2002 fue incorporada como miembro correspondiente de la Academia Chilena de Ciencias.
Durante la década de 1980, mientras Chile era gobernado por una dictadura militar, Devés fue parte de la Asociación Universitaria y Cultural Andrés Bello, compuesta por académicos que promovían un cambio de régimen y la protección de la Universidad como un espacio de transformación. [cita requerida]
En los años 1990, una vez ya iniciado el retorno a la democracia en el país, Devés concentró sus esfuerzos en reforzar el Instituto de Ciencias Biomédicas (ICBM), perteneciente a la Facultad de Medicina de la Universidad de Chile, donde ejerció como subdirectora. Fue también la primera directora del Programa de Doctorado en Ciencias Biomédicas, el que dirigió en dos periodos de cinco años (1990 a 1995 y luego de 2002 a 2006). Ha participado en diversas iniciativas orientadas al fortalecimiento de la educación científica, destacando su participación desde 2002 en el Programa Educación en Ciencias basada en la Indagación (ECBI), orientado a estudiantes de enseñanza básica.

### Rol directivo en la Universidad de Chile
Junto a su labor académica, desde los años 2000 se involucra, desde diversos cargos, en la gestión institucional universitaria. Durante el rectorado de Víctor Pérez Vera, fue directora del Departamento de Postgrado y Postítulo de la Vicerrectoría de Asuntos Académicos de la Universidad de Chile entre 2006 y 2010, y luego como Prorrectora entre los años 2010 y 2014. Ese último año, fue nombrada Vicerrectora de Asuntos Académicos por parte del rector Ennio Vivaldi Véjar, cargo que ejerció en dos periodos entre 2014 y 2022.
Dentro de sus acciones como parte de la dirección universitaria destacó la promoción de medidas de equidad que permitieran reducir las desigualdades en el ingreso a la Universidad de Chile. Junto a otras medidas, fue una de las creadoras del Sistema de Ingreso Prioritario de Equidad Educativa (SIPEE) en 2011.
Durante 2015, ejerció como integrante y vocera del Consejo Consultivo de la Reforma a la Educación Superior.

### Rectorado
En marzo de 2022, Devés anunció su candidatura a la rectoría de la Universidad de Chile para el período 2022-2026. El 12 de mayo fue electa en primera vuelta como la primera mujer rectora de la Universidad de Chile, obteniendo el 51,68% de los votos. Asumió formalmente el cargo el 22 de junio de 2022.

## Premios y reconocimientos
- Distinción Doctora Honoris Causa otorgada por la Universidad de La Serena, en 2025.[17]
- Distinción “Mujer Generación Siglo XXI”, Universidad de Chile, en 2005.[18]
- Premio del Consejo de Innovación en la Enseñanza de la Ciencias A.C. de México, por su trabajo junto a Jorge Allende por ECBI.[19]
- Una de las 100 mujeres líderes de Chile según El Mercurio (2022).